# Unterrichtsphase
Die Aufteilung des Unterrichts in Unterrichtsphasen und deren Wechsel, in der Fachsprache auch Phasierung genannt, wird durch ihre Funktion für den Unterricht und durch die gewählte Sozialform bestimmt. Lediglich allgemeine Phasen wie Begrüßung und Verabschiedung sind gleich.

## Begriffliche Einordnung: „Artikulation“ als Oberbegriff der Phasierung
Das Wort „Artikulation“ ist lateinischen Ursprungs und bedeutet in der Pädagogik so viel wie „Gliederung“. Gemeint ist damit die Gliederung des Unterrichts. In der Pädagogik wird der Ausdruck seit Johann Friedrich Herbart vor allem in der Allgemeinen Didaktik und Unterrichtstheorie verwendet, neuerdings zudem auch in der Allgemeinen Erziehungstheorie.
Die Bedeutung des Begriffs „Artikulation“ entfaltet sich im pädagogischen Kontext in dreierlei Hinsicht:
(a) systematisch-inhaltlich, (b) temporal und (c) prozedural:
Jeder Lerngegenstand, ein Unterrichtsthema etwa, muss inhaltlich zum Zwecke der Darbietung gegliedert und in seine Bestandteile zerlegt werden (a); werden dessen einzelne Komponenten auf diese Weise entfaltet, ergibt sich eine Reihenfolge (erst dies, dann das), es entsteht also zwangsläufig eine zeitliche Struktur (b); so aufbereitet wird ein Sachverhalt schließlich dem lernenden Bewusstsein operativ präsentiert, wobei im Lehr-Lern-Prozess verschiedene Formen (Schemata oder Verfahren) der Verdeutlichung denkbar sind (c). Daher gilt: nur das, was artikuliert werden kann (sei es Können, Wissen oder Wollen), lässt sich auch lehren.
Mit der Artikulation wird der Stoffverteilungsplan eines Schuljahres systematisch-inhaltlich untergliedert, sodann die Lerngegenstände bzw. Unterrichtsthemen ebenso, sodass Unterrichtseinheiten daraus gebildet werden können (siehe Punkt (a) oben). Die daran sich anschließende Phasierung muss in Gestalt von Unterrichtseinheiten gedacht werden; letztere Unterrichtseinheiten werden wiederum in Schulstunden segmentiert. In Deutschland ist eine Schulstunde 45 Minuten lang, in Österreich sind es 50 Minuten.
Die Phasierung kann als die temporale Grobeinteilung, dann als die daran anschließende prozedurale Auswahl der Unterrichtsverfahren und schließlich als die temporale Feinstrukturierung des Unterrichts aufgefasst werden (siehe die Punkte (b) und (c) oben). Entsprechend fällt sie begrifflich unter den Oberbegriff der Artikulation. Das Planungsschema einer Unterrichtseinheit wird „Phasenstruktur“ genannt; bei der Planung für eine einzelne Unterrichtsstunde oder für eine Doppelstunde wird vom „Stundenentwurf“ gesprochen.

## Entwurf einer Unterrichtseinheit als vorbereitende Arbeitsschrittfolge zum sogenannten „Stundenentwurf“
Eine Unterrichtseinheit zu entwerfen, ist Teil der sogenannten „Unterrichtsplanung“.
Das hier vorgestellte Schema beinhaltet dabei mehr als die im Einzelfall zu bearbeitenden Fragen, da je nach zugrundegelegtem didaktischem Modell einzelne Punkte nicht zur Anwendung kommen oder Kriterien für bestimmte unterrichtliche Zusammenhänge nicht anwendbar sind.
Bedingungsanalyse
- Analyse und Bewertung der verschiedenen Bedingungen, unter denen der Unterricht stattfindet (zum Beispiel nach den Bedingungsfaktoren des Berliner Modells)
- Lerngruppenbeschreibung (v. a. mit Beschreibung ihrer für die Stunde relevanten Fähigkeiten)

Sachanalyse
- Darstellung der Inhalte
- Fachwissenschaftliche Einordnung des gewählten Themas
- Wissenschaftliche Probleme

Didaktische Analyse
- Einordnung des Themas im Lehrplan (Lernfeld, Stundenansatz)
- Analyse z. B. nach dem Klafkischen Perspektivenschema[3]
- Orientierung an den didaktischen Prinzipien
- Struktur des didaktisch reduzierten Lerngegenstandes (formal und inhaltlich)
- Definition der Lernziele, differenziert nach Reichweite, geistig-seelischer Dimension und Komplexität

Methodische Analyse
- Auswahl der Grundformen didaktischen Handels (Lehr-Lern-Methoden)
- Auswahl der methodischen Großformen (Unterrichtsformen oder Unterrichtsmethoden, teilweise auch didaktikisch-methodische Konzepte)
- Darlegung möglicher Schwierigkeiten und daraufhin Entwicklung von Alternativen und Differenzierungen
- Auswahl der Sozialform und deren Arbeitsform (Unterrichtstechnik oder Unterrichtsverfahren)
- Auswahl der Medien (vgl. Bedingunganalyse)
- Entwicklung darauf basierender Unterrichtsphasen

Evaluation
- Bestimmung der Erfolgskriterien
- Darstellungsformen für die Lernkontrollen
- Auswahl geeigneter Tests u. a. Prüfverfahren

Die Verlaufsplanung ist das Drehbuch der Unterrichtsstunde bzw. Unterrichtseinheit in tabellarischer Form, chronologisch durchgeplant. Das Aussehen variiert je nach dem ausgewählten didaktischen Modell. Ein von der Wissenschaftsseite her fundierter Unterricht folgt dabei einer von der Zielsetzung her begründeten Phasenstruktur.
Anlagen können sein:
- Arbeitsblätter
- Skizze des Tafelbildes
- Gegenstände aus der Lebenswelt der Lerner zum Einstieg

## Erstellung des „Stundenentwurfs“ durch Gliederung der Unterrichtszeit in Phasen
Eine Aufteilung des Verlaufs einer einfachen oder doppelten Unterrichtsstunde nach der Funktion des Unterrichts folgt etwa nachfolgendem Muster:
- Unterrichtseinstieg in das Unterrichtsthema (inklusive diesbezügliche Motivation der Schüler)
- Überleitung mit der Leitfrage oder Problemorientierung
- Erarbeitung (u. U. aufgeteilt in Teilschritte oder auf Gruppen)
- ggf. Vertiefung durch Anwendung / Übung / Transfer / Reflexion
- Präsentation der Ergebnisse / Ergebnissicherung
- Zusammenfassung

| Unterrichtsphase                   | Lerneraktivität | Material/Medien | Sozialform | Lehreraktivität | Arbeitsform | Zeitansatz |
| ---------------------------------- | --------------- | --------------- | ---------- | --------------- | ----------- | ---------- |
| Einstieg                           |                 |                 |            |                 |             | 2–10 min   |
| Leitfrage oder Problemorientierung |                 |                 |            |                 |             | ≈5 min     |
| Erarbeitung                        |                 |                 |            |                 |             | 10–15 min  |
| Vertiefung                         |                 |                 |            |                 |             | ≈5 min     |
| Ergebnissicherung                  |                 |                 |            |                 |             | 10 min     |
| Zusammenfassung                    |                 |                 |            |                 |             | ≈5 min     |
| Planungsformular                   |                 |                 |            |                 |             |            |

Eine standardisierte Form der Phasierung gibt es nicht.
Der Gruppenunterricht gliedert sich typischerweise in Arbeitsauftrag, Verständnissicherung (des Auftrags oder der Materialien), Gruppenarbeit, Beendigungsphase und Auswertungsphase.
Das Modell der handlungsorientierten Lern- und Reflexionsschleife von Bernd Ott integriert noch eine Präsentationsphase in dieses Modell und betont die selbstständig-produktive Erarbeitung.
Die Phasierung kann zur Planung und Gestaltung von Unterrichtsphasen von binnendifferenzierendem Unterricht verwendet werden.

## Grenzen der Phasierung und Kritik an präskriptiv gearteten Unterrichtsmodellen
Unterricht kann als ein Prozess verstanden werden, der auf Grund seiner Komplexität kaum als ein bloßer Ausdruck zielorientierten Lehrerhandelns oder als Wirkung von Instruktion aufzufassen ist.
Unterricht kommt als kommunikativ vermittelter, kollektiver Interaktionsprozess in den Blick, in dem sachbezogene Bedeutungen gemeinsam hervorgebracht werden. Insofern wird Unterricht als im Grunde nicht planbares Kommunikationsgeschehen erkennbar, das nicht technisch zu beherrschen ist und in dem Bedeutungen situativ ausgehandelt werden. Unterrichtende können diesen Prozess nicht determinieren, sondern vielmehr nur beeinflussen und eingrenzen und müssen ihre Unterrichtsvorbereitung dementsprechend offen und flexibel gestalten.
Die Lehrerwissensforschung hat gezeigt, dass sich ein besonderes Erfahrungswissen bezüglich der inhaltsspezifischen Erfahrungsmuster des Unterrichtshandelns, kollektiver Aktivitäten, der Muster der Interpretation der Sache und der Interaktionssituationen bildet. Ein reflexiv durchgearbeitetes Erfahrungswissen und eine darauf beruhende Unterrichtsvorbereitung ermöglichen deshalb den erfolgreichen Umgang mit den kollektiven Interaktionsprozessen, indem Unterrichtende nicht nur Material einbringen und größere Aktivitätsmuster einführen, sondern auch den Interaktionsprozess situativ reagierend beeinflussen.
Von all dem, was Unterrichtende dazu beitragen, Unterrichtsprozesse hervorzubringen, lässt sich also nur ein Teil vorbereiten, und dies auch nur in dem Sinn, als mögliche musterartige Vorstellungen eines sinnvollen Unterrichtsverlaufes entstehen, die erst in der Unterrichtssituation unter der Verwendung eines Erfahrungswissens spezifischer werden. Deshalb gibt es keine Vorhersage und keine Planung im strikten Wortsinn. In diesem Sinne kann eine erstellte Phasierung für den Unterricht bloß Verlaufs-Orientierungszeitmarken liefern; ein damit konformes reales Zustandekommen der Unterrichtsphasen bleibt jedoch per se ungewiss und hängt (von Sonderereignissen abgesehen) u. a. auch vom Interaktionskönnen des Unterrichtenden ab.
An den präskriptiv gearteten Modellen von Unterricht und Unterrichtsvorbereitung lässt sich daher kritisieren, dass sie die begrenzte Vorhersagbarkeit von Interaktionsprozessen ausblenden. Die zahlreichen Planungsmodelle, die sich verschiedenen didaktischen Modellen zuordnen lassen, sehen bestimmte analysierende Schritte vor – durch die Anfänger durchaus auf die nötigen Überlegungen aufmerksam gemacht werden, verschiedene Anforderungen an den Unterricht zugleich zu berücksichtigen. Für erfahrene Professionelle ist Unterrichtsvorbereitung aber Teil eines Prozesses, in dem sie den konkreten Fall der Lerngruppe mit den verinnerlichten Mustern ihrer Erfahrung und ihrer Interpretation von Lehrerhandeln und kollektiver Aktivität, Interaktion und Material der Sachdarstellung in Beziehung setzen. Dies geschieht aber weniger ausdrücklich im Sinne einer detailliert reflektierten Unterrichtsvorbereitung oder Unterrichtsplanung, sondern vielmehr implizit und routiniert.